# Samata Sakuma
Samata Sakuma (jap. 佐久間 左馬太 Sakuma Samata; ur. 19 listopada 1844 w Hagi, zm. 5 sierpnia 1915 w Sendai) – generał Cesarskiej Armii Japońskiej, zdobywca Weihaiwei, piąty gubernator generalny Tajwanu, hrabia.
Urodził się 19 listopada 1844 w Hagi w prefekturze Yamaguchi. Wziął udział w wojnie boshin przeciwko siłom siogunatu, w czasie restauracji Meiji. Po ustanowieniu Armii Cesarskiej, wstąpił do niej w 1872. Walczył z rebelią w Saga, powstaniem Satsumy, wziął też udział w wyprawie na Tajwan w 1874.
W czasie I wojny chińsko-japońskiej, jako dowódca 2. Dywizji Piechoty, poprowadził atak i zdobył Weihaiwei, którego był następnie gubernatorem. W późniejszych latach dowodził Gwardią Cesarską i garnizonem tokijskim.
W 1906 mianowany gubernatorem generalnym Tajwanu, którym pozostał do 1915. Był zwolennikiem „polityki twardej ręki”, pacyfikacji lokalnej ludności w tym plemion aborygeńskich, zamieszkujących wysokie góry, i uzyskania dostępu do bogatych zasobów drewna. Polityka ta budziła gwałtowny sprzeciw wobec japońskiego panowania i sprowokowało co najmniej sześć powstań, a w ich następstwie co najmniej 800 egzekucji. W latach 1913–1914, zaangażował znaczne siły, by podporządkować japońskiemu panowaniu wschodnią część wyspy; wykorzystywał nawet ataki morskie i powietrzne. Jego krwawa pacyfikacja Aborygenów okazała się ostatecznie skuteczna.